# Чемпионат СССР по классической борьбе 1957
26-й Чемпионат СССР по классической борьбе проходил в Ленинграде с 24 по 27 ноября 1957 года. В соревнованиях участвовало 242 борца от 20 сборных команд 16 союзных республик и городов Москвы и Ленинграда.

## Медалисты
| Весовая категория | Золото                                          | Серебро                                     | Бронза                                       |
| ----------------- | ----------------------------------------------- | ------------------------------------------- | -------------------------------------------- |
| Наилегчайший вес  | Сергей Рыбалко «Буревестник» (Одесса)           | Армаис Саядов «Динамо» (Баку)               | Г. Акопян «Строитель» (Ереван)               |
| Легчайший вес     | Олег Караваев «Буревестник» (Минск)             | Константин Вырупаев «Буревестник» (Иркутск) | Лев Фишман «Динамо» (Украинская ССР)         |
| Полулёгкий вес    | Евгений Зубковский «Трудовые резервы» (Луганск) | Мираб Гудушаури «Буревестник» (Тбилиси)     | Владимир Сташкевич «Динамо» (Ростов-на-Дону) |
| Лёгкий вес        | Николай Родин «Крылья Советов» (Рыбинск)        | Автандил Коридзе «Буревестник» (Тбилиси)    | Фёдор Иониди «Буревестник» (Казахская ССР)   |
| Полусредний вес   | Григорий Гамарник «Динамо» (Киев)               | Николай Болдин «Буревестник» (Ленинград)    | Николай Перегожин «Динамо» (РСФСР)           |
| Средний вес       | Евгений Пожидаев «Динамо» (Ростов-на-Дону)      | Меинхард Ниглас «Калев» (Таллин)            | Николай Чучалов «Строитель» (Минск)          |
| Полутяжёлый вес   | Абашидзе Ростом «Буревестник» (Тбилиси)         | Т. Качарян «Динамо» (Ереван)                | А. Морозов «Динамо» (Ленинград)              |
| Тяжёлый вес       | Анатолий Парфёнов «Динамо» (Москва)             | Валентин Николаев «Динамо» (Ростов-на-Дону) | С. Баранов «Локомотив» (Москва)              |

1. РСФСР — 88 очков;
2. Украинская ССР — 89 очков;
3. Москва-1 — 93 очка;
4. Белорусская ССР — 101 очко;
5. Грузинская ССР — 130 очков;
6. Ленинград — 133 очка

## Итоговое положение
Наилегчайший вес (до 52 кг)
|   | Сергей Рыбалко   | «Буревестник» (Украинская ССР) |
|   | Армаис Саядов    | «Динамо» (Азербайджанская ССР) |
|   | Г. Акопян        | «Строитель» (Армянская ССР)    |
| 4 | Валентин Широков | «Динамо» (Украинская ССР)      |
| 5 | Омар Эгадзе      | «Гантиади» (Грузинская ССР)    |
| 6 | А. Андреев       | «Динамо» (Ленинград)           |

Легчайший вес (до 57 кг)
|   | Олег Караваев       | «Буревестник» (Белорусская ССР) |
|   | Константин Вырупаев | «Буревестник» (РСФСР)           |
|   | Лев Фишман          | «Динамо» (Украинская ССР)       |
| 4 | Евгений Свиридов    | «Авангард» (Украинская ССР)     |
| 5 | Д. Морозов          | «Динамо» (Украинская ССР)       |
| 6 | Ю. Коллик           | «Трудовые резервы» (Ленинград)  |

Полулёгкий вес (до 62 кг)
|   | Евгений Зубковский | «Трудовые резервы» (Украинская ССР) |
|   | Мираб Гудушаури    | «Буревестник» (Грузинская ССР)      |
|   | Владимир Сташкевич | «Динамо» (РСФСР)                    |
| 4 | С. Миронов         | «Трудовые резервы» (Москва)         |
| 5 | Виталий Житенёв    | «Буревестник» (Белорусская ССР)     |
| 6 | А. Жеребцов        | «Спартак» (Москва)                  |

Лёгкий вес (до 67 кг)
|   | Николай Родин    | «Крылья Советов» (РСФСР)          |
|   | Автандил Коридзе | «Буревестник» (Грузинская ССР)    |
|   | Фёдор Иониди     | «Буревестник» (Казахская ССР)     |
| 4 | Владимир Росин   | Вооружённые Силы (Москва)         |
| 5 | Иван Коршунов    | «Красное знамя» (Белорусская ССР) |
| 6 | Виктор Васин     | «Динамо» (Украинская ССР)         |

Полусредний вес (до 73 кг)
|   | Григорий Гамарник  | «Динамо» (Украинская ССР)        |
|   | Николай Болдин     | «Буревестник» (Ленинград)        |
|   | Николай Перегожин  | «Динамо» (РСФСР)                 |
| 4 | Вячеслав Телюканов | Вооружённые Силы (Литовская ССР) |
| 5 | Юрий Зеленин       | «Динамо» (Узбекская ССР)         |
| 6 | Ян Роотс           | «Калев» (Эстонская ССР)          |

Средний вес (до 79 кг)
|   | Евгений Пожидаев | «Динамо» (РСФСР)              |
|   | Мейнхард Ниглас  | «Калев» (Эстонская ССР)       |
|   | Николай Чучалов  | «Строитель» (Белорусская ССР) |
| 4 | Викто Реков      | Вооружённые Силы (Москва)     |
| 5 | Василий Зенин    | «Труд» (РСФСР)                |
| 6 | Виктор Шеин      | «Труд» (Москва)               |

Полутяжёлый вес (до 87 кг)
|   | Ростом Абашидзе | «Буревестник» (Грузинская ССР) |
|   | Т. Качарян      | «Динамо» (Армянская ССР)       |
|   | А. Морозов      | «Динамо» (Ленинград)           |
| 4 | Алексей Ванин   | Вооружённые Силы (Москва)      |
| 5 | Василий Громыко | «Спартак» (РСФСР)              |
| 6 | А. Вартанов     | «Динамо» (Азербайджанская ССР) |

Тяжёлый вес (свыше 87 кг)
|   | Анатолий Парфёнов | «Динамо» (Москва)                 |
|   | Валентин Николаев | «Динамо» (РСФСР)                  |
|   | С. Баранов        | «Локомотив» (Москва)              |
| 4 | Анатолий Рощин    | Вооружённые Силы (Москва)         |
| 5 | Иван Богдан       | Вооружённые Силы (Украинская ССР) |
| 6 | Р. Пономаренко    | Вооружённые Силы (Ленинград)      |